# Borsodbóta
Borsodbóta là một thị trấn thuộc hạt Borsod-Abaúj-Zemplén, Hungary. Thị trấn này có diện tích 8,14 km², dân số năm 2010 là 886 người, mật độ 109 người/km².